# Муханов, Павел Александрович
Па́вел Алекса́ндрович Муха́нов (14 [25] декабря 1797 — 16 [28] декабря 1871, Вюрцбург) — русский историк, археограф из дворянского рода Мухановых. Известен как собиратель и издатель материалов по российской истории, издатель Мухановского сборника, открывший летопись Филарета. С 1869 г. председатель Императорской археографической комиссии.

## Биография
Сын Александра Ильича Муханова (1766—1815), казанского, полтавского и рязанского губернатора, от брака его с дочерью сенатора Натальей Александровной Саблуковой (1779—1855). Брат Пётр (1799—1854; литератор, историк, декабрист) и сестра Елизавета (1803—1836; замужем за князем В. М. Шаховским).
В 1813—1815 годах учился в Императорском Московском университете, в 1816 году окончил училище для колонновожатых (под порядковым № 4). С 1816 года — на военной службе: по квартирмейстерской части, прапорщик; с 1818 — поручик в 1-м Украинском уланском полку. С 1821 года — адъютант командира 5-го пехотного корпуса графа А. П. Толстого, затем в чине штабс-ротмистра переведен в лейб-гвардии Драгунский полк с переименованием в штабс-капитаны. За отличие в боевых действиях в русско-турецкой войне (1828—1829) награждён золотым оружием с надписью «За храбрость».
В польскую кампанию (1830) был прикомандирован к главнокомандующему графу И. И. Дибичу с производством в капитаны; за сражение при Остроленке произведён за отличие в полковники, с назначением состоять при главнокомандующем действующей армией И. Ф. Паскевиче. В 1832—1834 годах — директор Варшавской квартирной комиссии. С 1834 года, выйдя в отставку, жил в Москве, занимался хозяйством в своём имении в Тамбовской губернии.
С 1842 года служил в Варшаве: вице-президент Совета народного просвещения Царства Польского, в 1843 году пожалован в действительные статские советники. С 1851 года — попечитель Варшавского учебного округа, с 1856 года одновременно — главный директор комиссии внутренних и духовных дел Царства Польского; в том же году произведён в тайные советники. Не пользовался популярностью в Польше, и не без участия польских радикальных националистов в 1861 был отозван в Россию с назначением членом Государственного Совета по Департаменту гражданских и духовных дел (с 1864 года — в Департаменте государственной экономии). В 1867 году произведён в действительные тайные советники. С 1869 года — председатель Императорской археографической комиссии.
Состоял действительным членом обществ:
- Императорского общества истории и древностей Российских — с 27.10.1834,
- Императорского вольно-экономического общества — с 8.1.1835,
- Московского общества испытателей природы — с 26.4.1835,
- Московского общества сельского хозяйства — с 9.8.1835,
- Императорского русского географического общества — с 1854,
- Императорского русского исторического общества — с 29.3.1871[6][7].

Был избран почётным членом:
- Императорского Московского университета (12.1.1856) — в уважение государственных и учёных заслуг
- Императорской Публичной библиотеки (23.8.1865)
- московского Румянцевского музея (18.3.1867)
- Императорского русского археологического общества (14.3.1870)[7].

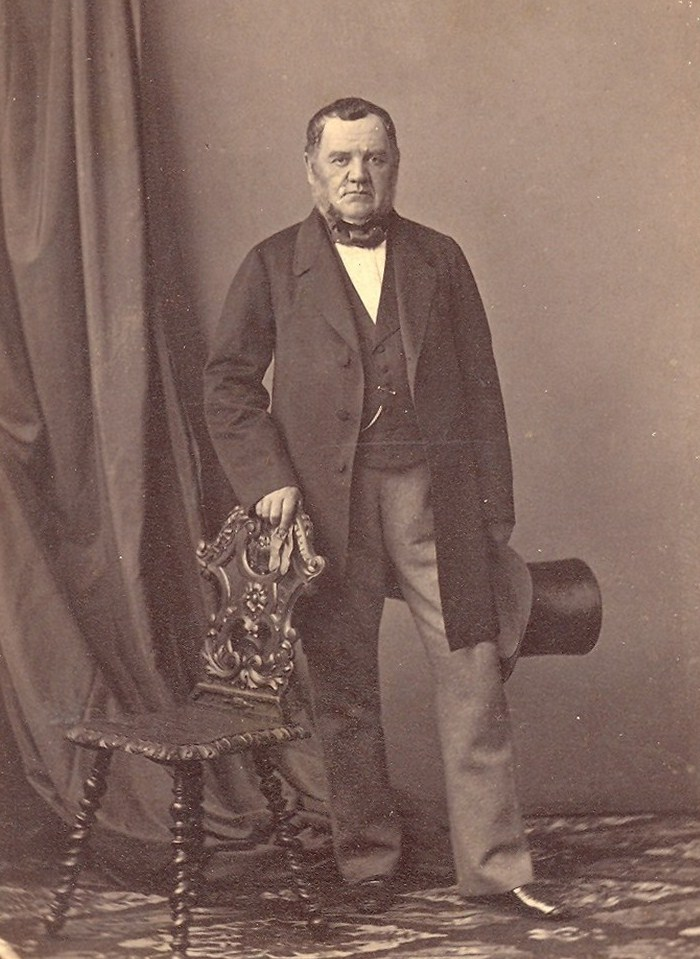
Павел Александрович

В записках Михаила Чайковского (Рус. Стар., 1898, кн. 5, стр. 431) приводятся сведения о Павле Александровиче:

Некрасовцы переселились с Дуная в окрестности Эноса, где на берегу семи озёр образовали семь больших селений; число этих казаков было вероятно весьма значительно, так как в войну с Россией в 1827 и 1828 гг. они выставили 2500 всадников, которые, под предводительством войскового атамана Ивана Солтана, покрыли себя славою и пользовались большим уважением сераскира Мехмеда-Решида паши, который защищался в Шумле. В то время, как войско Игната Некрасова или кубанцы, как их называли иначе, находились под Шумлой, полковник Муханов, посланный генералом Ротом к Дарданеллам во главе уланского полка, с двумя орудиями, взяв крепость Энос, посетил все поселения некрасовцев и был принят ими с хлебом-солью и с колокольным звоном. Вслед за этим некрасовцы со всеми людьми и имуществом перешли на азиатский берег, к озеру Маниос и основали там селение Биневле, а семь селений на берегу озёр сожгли собственными руками и казаки вернулись из под Шумлы уже не на берег озера Сирджи, а на берег озера Маниос.
Активную травлю П. А. Муханова в годы его службы в Царстве Польском вёл Герцен на страницах «Колокола»
Владел французским, немецким, английским и польским языками; общался с П. А. Вяземским, В. А. Жуковским, Е. А. Баратынским, А. Мицкевичем, С. Т. Аксаковым, М. П. Погодиным, А. С. Хомяковым. Состоял в приятельских отношениях с А. С. Пушкиным. При его активном участии удалось уберечь Александра Сергеевича от дуэли с В. Д. Соломирским. По мнению Павла Александровича, с Пушкиным не произошла бы катастрофа, если бы на то время случился при нём в Петербурге С. А. Соболевский: этот человек пользовался безусловным доверием Пушкина и непременно сумел бы отвратить от него роковую дуэль.
Внезапная кончина малолетнего сына сильно подорвала здоровье Муханова. Врачи посоветовали ему теплый климат. Для консультации со знаменитыми врачами он остановился в Вюрцбурге, где болезнь его приняла опасный оборот. Скончался от поражения мозга 28 декабря 1871 году и был похоронен в Москве в Новодевичьем монастыре.

## Награды
- Орден Святого Владимира 4-й степени с бантом (1 августа 1829)[11]
- Золотое оружие «За храбрость» (30 августа 1829)[12]
- Польский знак отличия за военное достоинство 3-й степени (1831)[13]
- Орден Святого Владимира 3-й степени (6 декабря 1832)[14] — за труды при обращении нижних чинов бывшей польской армии в российскую службу
- Орден Святого Станислава 1-й степени (1852)[13]
- Орден Святой Анны 1-й степени (1854)[13]
- Знак отличия за XXX лет беспорочной службы (1857)[13]
- Орден Святого Владимира 2-й степени (1858)[13]
- Орден Белого орла (1860)[13]
- Орден Святого Александра Невского (1 января 1871)[7]

## Семья

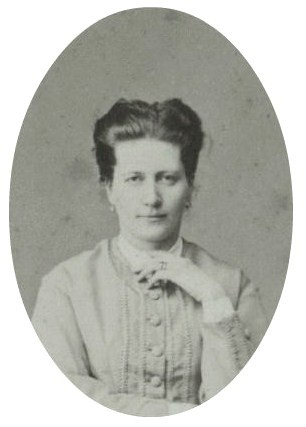
Мария Щербатова, дочь

Первая жена (с 1833 года) — графиня Жозефина Фёдоровна Мостовская (1801—1846), дочь министра внутренних дел Царства Польского графа Т. Мостовского; в первом браке была замужем за бароном П. О. Моренгеймом (1785—1832) и имела сына Артура. После подавления польского восстания и отъезда графа Мостовского в Париж, Муханов стал владельцем его дворца в Тархомине, который после его смерти остался в семье Мухановых.
- Мария (30.10.1836[16]—11.12.1892; похоронена в Донском монастыре), замужем за князем А. А. Щербатовым (1829—1902)[6][17].

Вторая жена (с 1860) — Казимира Казимировна Ярмонт, вдова сенатора И. О. Лубенского (1794— 30.05.1860). Была значительно моложе второго мужа и впоследствии приняла православие под именем Марии.
- Наталья (1861— ?)
- Павел (1862—1871)[6].

## Научная деятельность
Издавал исторические документы, часть из которых приобрёл в Польше; в «Сборник» (М., 1836) вошли 154 акта (грамоты, записки, письма и другие документы исторического, юридического и политического содержания) от времени княжения Василия Дмитриевича до Петра II. Ряд документов преимущественно XVII и XVIII вв. опубликовал в «Русском архиве», «Русской старине» и «Русской исторической библиотеке». Осуществил палеографическое издание киевской и волынской летописей.
Собрание Муханова поступило в Археографическую комиссию, в Академию наук, в Московский публичный и Румянцевский музеум.
Источник — Электронные каталоги РНБ
- Муханов П. А. Подлинные свидетельства о взаимных отношениях России и Польши, преимущественно во время самозванцев. — М.: Тип. С. Селивановского, 1834. — 296 с.
- Муханов П. А. Портфель для хозяев : Т. 1-3. — М.: тип. Августа Семена, 1834.
- Жолкевский С. Рукопись Жолкевского (Начало и успех Московской войны в царствование е. в. короля Сигизмунда III-го, под начальством его милости, пана Станислава Жолкевского, воеводы Киевского, напольного коронного гетмана), изданная П. Мухановым. — М., 1835. — 348 с.
- Муханов П. А. Статистическая таблица Европейских государств, по новейшим изысканиям г. Бальби составленная. — М.: тип. А. Семена, 1835. — 1 л.
- Муханов П. А. Штурм Праги 24 октября 1794 года. — М.: тип. Августа Семена при Мед.-хирург. акад., 1835. — 7 с.
- Муханов П. А. Второй портфель для хозяев: Т. 1-2. — М.: тип. Лазаревых ин-та вост. яз., 1836.
- Муханов П. А. Каталог историческим памятникам. — М.: Унив. тип., 1836. — 40 с.
- Муханов П. А. Сборник [документов по русской истории]. — М.: Унив. тип., 1836. — 311 с.
- Муханов П. А. Полный курс каллиграфии, по которому можно научиться чистописанию без учителя. — М.: тип. Лазаревых ин-та вост. яз., 1837. — 8 с. + 12 л.
- Рукопись Филарета, патриарха московского и всея России / [С предисл. П.Муханова]. — М.: тип. Лазаревых ин-та вост. яз., 1837. — 80 с.
- Муханов П. А. Памятная книга для хозяев, или Указания на каждый месяц работ и занятий по луговодству и полеводству, скотоводству, плодовитому саду, английскому саду и огороду. — М.: тип. Лазаревых ин-та вост. яз. тип. Н. Степанова, 1838. — 52 с.
- Портфель для хозяев, или Курс сельской архитектуры. — 2-е изд., умнож.: Т. 1-2. — М.: тип. Лазаревых ин-та вост. яз., 1840.
- Несколько слов о шелководстве в Царстве Польском. [Доставлено от д. ч. П.Муханова]. — М.: Унив. тип., 1855. — 12 с.
- Жолкевский С. Записки гетмана Жолкевского о Московской войне / изд. П. А. Мухановым. — 2-е изд. — СПб.: тип. Э. Праца, 1871. — 132 с.